# Jaroměřice
Jaroměřice är en ort i Tjeckien.   Den ligger i regionen Pardubice, i den östra delen av landet, 180 km öster om huvudstaden Prag. Jaroměřice ligger 364 meter över havet och antalet invånare är 1 242.
Terrängen runt Jaroměřice är kuperad åt nordväst, men åt sydost är den platt. Jaroměřice ligger nere i en dal. Runt Jaroměřice är det ganska tätbefolkat, med 86 invånare per kvadratkilometer. Närmaste större samhälle är Velké Opatovice, 5,4 km väster om Jaroměřice. Omgivningarna runt Jaroměřice är en mosaik av jordbruksmark och naturlig växtlighet.